# برسوم العريان
القديس برسوم العريان (بالقبطية: Ⲁⲃⲃⲁ Ⲡⲁⲣⲥⲱⲙⲁ Ⲡⲓⲣⲉϥⲃⲏϣ) (1317–1257) هو قديس قبطي معترف به من قِبل الكنيسة القبطية الأرثوذكسية.

## تاريخ

### النشأة
ولد برسوم في القاهرة. يدعى والده الوجيه مفضل كاتب الملكة شجرة الدر، ووالدته من آل التبان النبيلة. عندما رحل والديه، استحوذ خاله على كل ما تركوه. لم يتشاجر برسوم معه بل ترك العالم وعاش حياة ناسك.

### حياة الزهد
عاش برسوم خارج مدينة القاهرة لمدة خمس سنوات يعاني من قسوة حرارة الصيف وبرودة الشتاء. لم يكن يرتدي ثيابًا باستثناء قماش الخيش المشعر، على غرار الأنبا بولا، أول ناسك. ثم حبس نفسه في مغارة داخل كنيسة القديس مرقوريوس لمدة عشرين عامًا في صلاة وصوم بلا انقطاع. في كهفه، كان هناك ثعبان ضخم، أصبح برسوم صديقًا له وقام بترويضه من خلال صلاته.

### الحياة اللاحقة والاضطهاد
بعد مرور بعض الوقت، غادر برسوم الكهف وعاش على سطح الكنيسة. وتحمل حرارة الصيف وبرد الشتاء حتى اغمق جلده من كثرة العبادة والزهد. بقي في هذه الحالة لمدة خمسة عشر عامًا. في أيامه تعرض المسيحيون لاضطهاد عظيم في مصر. أُغلقت الكنائس وأُجبر المسيحيون على ارتداء عمائم زرقاء. قبض الحاكم على برسوم وضربه بشدة ثم ألقيه في السجن. ولما أطلق سراحه توجه إلى دير شهران حيث أقام على سطح الكنيسة وازداد زهده. عرف العديد من الأمراء والقضاة وغيرهم أنه يرتدي دائمًا عمامة بيضاء، لكن لم يجرؤ أحد على إجباره على ارتداء عمامة زرقاء.

## الوفاة
توفي برسوم في اليوم الخامس من شهر نسيء (10 سبتمبر)، 1317م عن عمر يناهز الستين. ترأس البابا يوأنس الثامن جنازته. دُفن في دير شهران.